# Carbure

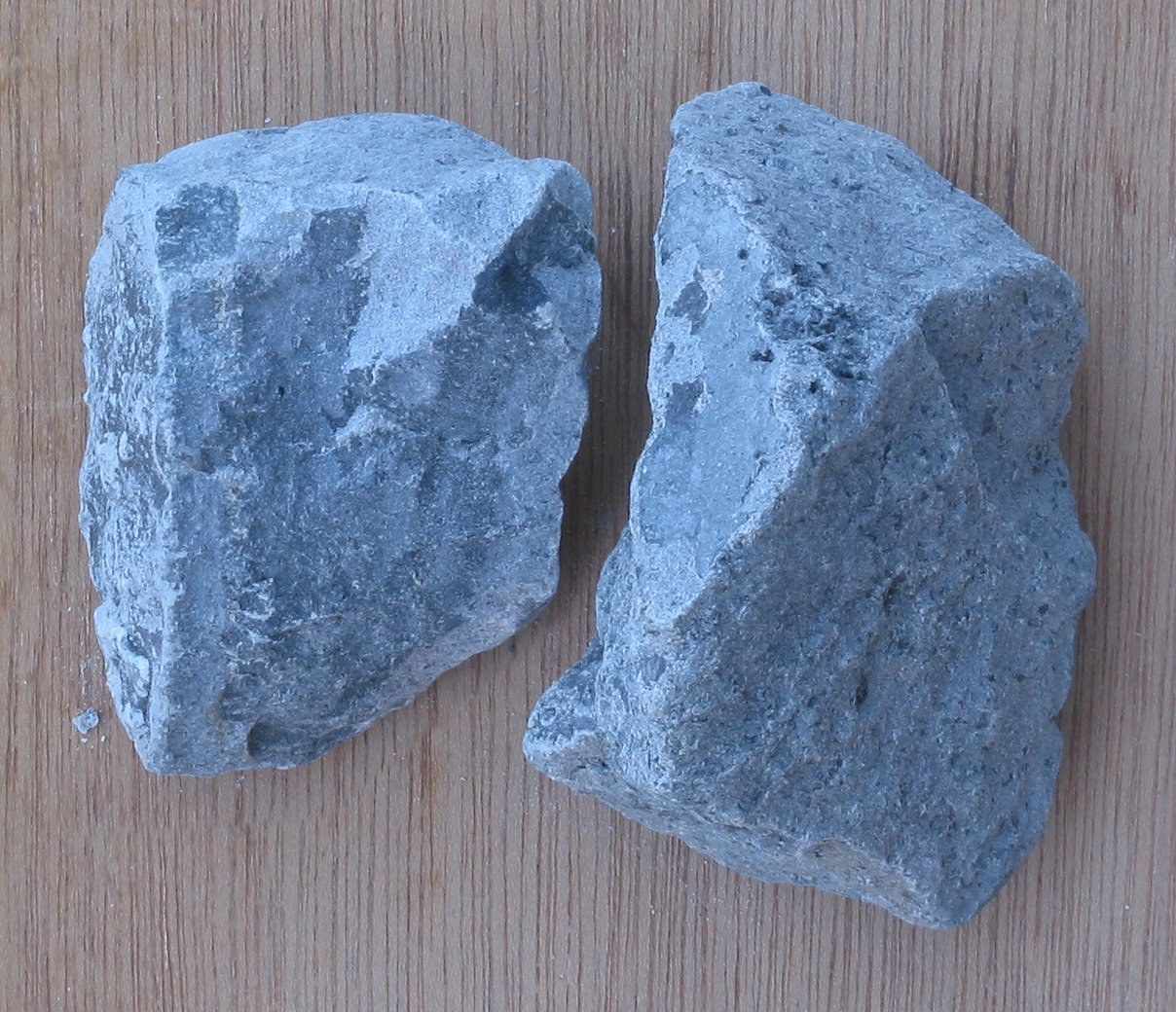
Échantillons de carbure de calcium.

Un carbure est un composé chimique du carbone avec un deuxième élément chimique autre que l’oxygène. Les carbures présentent donc une formulation générale de type CnAm où n et m sont deux entiers naturels.
On distingue :
- les hydrocarbures (CnHm), dont :
  - les hydrocarbures aliphatiques :
    - saturés (alcanes) : non cycliques de formule CnH2n+2 comme le méthane, l'éthane, le propane, le butane ; les cycloalcanes, comme le cyclohexane ;
    - insaturés : les radicaux, comme l'éthyle (C2H5) qui donne l'alcool éthylique (C2H5OH), les alcènes (CnH2n) comme l'éthylène (C2H4), les alcynes comme l'acétylène (C2H2) ;

  - les hydrocarbures aromatiques (proches du benzène C6H6), donnant lieu à de nombreux produits de synthèse comme la benzodiazépine (C9H8N2) et des polymères comme le polystyrène, par exemple ;
- les carbures métalliques, où le carbone est associé au calcium, au fer, au tungstène, etc.
- les carbures de silicium, composés de grande dureté, et commercialisés sous les noms de carborundum (abrasif) et de moissanite (« imitation » du diamant).

Le « carbure » désigne généralement le carbure de calcium, servant notamment à produire le combustible des lampes à acétylène, qui furent longtemps utilisées dans les mines et souterrains ainsi qu'en spéléologie. En milieu industriel, le mot désigne généralement le carbure cémenté.

## Carbure de tungstène
L'un des carbures les plus connus est le carbure de tungstène, de formule WC, qui sert notamment à la fabrication d'outils coupants. La composition est variable en fonction des caractéristiques de ce matériau. Elle comprend de 80 à 95 % de tungstène pour le complément de cobalt, ainsi que divers éléments d'addition comme le niobium. Le cobalt servant de liant dans la composition de ce carbure est réalisé grâce à la métallurgie des poudres par un procédé de frittage.
Le carbure de tungstène, très dur, permet d'obtenir une pièce avec d'excellentes caractéristiques mécaniques (voir module de Young, coefficient de Poisson, dureté), permettant notamment une grande résistance à l'usure. L'ajout de cobalt permet de limiter la fragilité du carbure de tungstène en augmentant la ductilité de l'ensemble.

## Carbure de calcium
Le carbure de calcium, de formule CaC2, se présente sous la forme de cailloux qui peuvent paraître naturels, bien qu'ils soient produits de manière industrielle. 
Au contact de l'eau, il produit de l'acétylène dans une réaction très exothermique. Il est ainsi toujours utilisée en spéléologie pour s'éclairer au moyen d'une lampe à acétylène.

## Carbures de fer
En 2022 on connaît trois carbures de fer :
- Fe3C (la cémentite), le plus commun, présent dans les aciers et les fontes ;
- Fe5C2, qui se forme parfois lors de la fusion des métaux ferreux ;
- Fe7C3, stable à haute pression.

Ces trois carbures de fer sont présents dans la nature :
- Fe3C sous la forme du minéral appelé cohénite, découvert dans des météorites puis sur Terre dans des environnements particulièrement réducteurs ;
- Fe5C2 sous la forme du minéral appelé edscottite, découvert dans une météorite ;
- Fe7C3, la phase sous laquelle se présente probablement le carbone du noyau interne de la Terre.